# بيكد ألاسكا (ناشط)
أنثيم جوزيف «تيم» جيونت (من مواليد عام 1987 أو 1988)، والمعروف باسم بيكد ألاسكا (ألاسكا المحمصة)، أمريكي من أتباع حركة النازيين الجدد، منظر، يؤمن بإشاعة البطاقات اللاسامية، ومغني راب سابق، ويُعد شخصية لها حضورها على مواقع التواصل الاجتماعي. اكتسب جيونت شهرته من خلال دفاعه عن آيديولوجية اليمين البديل المتطرف ونظرية تفوق العرق الأبيض، ومن خلال الترويج لنظريات المؤامرة المعادية لليهود، كنظرية استبدال البيض، وسيطرة اليهود على وسائل الإعلام. استخدم بيكد ألاسكا أيضًا اسم تيم تريستون المستعار.
قبل تحوله في عام 2016 إلى شخصية مؤيدة لليمين البديل، كان جيونت مغني راب، اشتهر بتسجيل مقاطع فيديو لمقالبه، ونشرها على وسائل التواصل الاجتماعي. عمل جيونت لاحقًا معلقًا صوتيًا في شركة بزفيد، وكان حينها داعمًا للمواقف السياسية التحررية، وخرج بمظاهرات داعمة لحركة حياة السود مهمة. في عام 2016، أصبح جيونت من أتباع سياسة دونالد ترامب واليمين البديل، في تحول وصفه بالرافض ل «الصوابية السياسية». بحلول عام 2017، تحولت آراء جيونت إلى التطرف، إذ بدأ باستخدام منصاته على وسائل التواصل الاجتماعي، ومواقعه على الإنترنت، للترويج للآيديولوجية العنصرية ونظريات المؤامرة المعادية للسامية. لعب جيونت أيضًا دورًا بارزًا في احتجاجات شارلوتسفيل (مسيرة وحدوا اليمين) المؤيدة لنظرية تفوق العرق الأبيض، في مدينة شارلوتسفيل بولاية فرجينيا الأمريكية.
في بداية عام 2019، زعم جيونت أنه تخلى عن اليمين البديل، ونشر مقاطع فيديو ندد فيها بسياساته، وبثقافة الميم التي اعتبرها مصدرًا للإرهاب والعنف. في شهر نوفمبر من نفس العام، غير جيونت من آراءه السياسية مرة أخرى، وأعلن تبنيه آيديولوجية اليمين المتطرف وتعاونه مع حركة غرويبر القومية البيضاء. اكتسب جيونت بعدها سمعة سيئة بسبب بث مباشر له على مواقع التواصل الاجتماعي ظهر فيه يعتدي على المشاة ويضايقهم، الأمر الذي تسبب بتوجيه تهمة الاعتداء له في شهر ديسمبر من عام 2020.
اشتهر بيكد ألاسكا بكونه شخصية شديدة النشاط على الإنترنت، مع ذلك، تعرضت حساباته على مواقع التواصل الاجتماعي للحظر بشكل تدريجي. في شهر يناير 2021، خرج جيونت ببث مباشر خلال اقتحام مبنى الكابيتول الأمريكي، منتهكًا بذلك شروط إطلاق سراحه. استخدم مكتب التحقيقات الفيدرالي FBI فيديوهات جيونت، التي توثق مشاهد اقتحام الكابيتول، من أجل تحديد المشتبه بهم. أُلقي القبض على جيونت من قبل مكتب التحقيقات الفيدرالي في وقت لاحق من الشهر نفسه لصلته بأنشطة اقتحام مبنى الكابيتول.

## خليفته وتعليمه
ولد جيونت في مدينة أنكوريج بولاية ألاسكا الأمريكية في أسرة مكونة من ثمانية أفراد يعمل الأب فيها صيدلانيًا، والأم ممرضة. يعتنق والدا جيونت الديانة المسيحية، ويديران منظمة غير ربحية تهدف إلى نشر الإنجيل وتأمين الإمدادات الطبية لدور الأيتام في شرق روسيا. خلال نشأته، شارك جيونت والديه في أعمالهما الخيرية، وسافر معهما إلى روسيا عدة مرات. تبنت عائلة جيونت خمسة أطفال روس. خلال مرحلة المراهقة، أمضى جيونت عامًا ونصف العام في مدينة بتروبافلوفسك- كامشاتسكي الروسية. رأى جيونت في هذه الرحلة سببًا في تطور شخصيته «الفوضوية».
في عام 2006، غادر جيونت ألاسكا، متجهًا نحو مدينة لوس أنجلوس بولاية كاليفورنيا الأمريكية، والتحق بجامعة أزوسا باسيفيك، وتخرج منها بدرجة البكالوريوس في التسويق.

## بداية حياته المهنية
خلال فترة عمله في شركة وارنر برذرز، تلقى جيونت تدريبًا في مجالي التسويق وشبكات التواصل الاجتماعي في شركة رابد تورز. لُقب كيفين ليمان باسم «ألاسكا» لارتباطه بالولاية الأمريكية التي تحمل الاسم نفسه. غير جيونت لقبه إلى بيكد ألاسكا (ألاسكا محمصة) في إشارة إلى تعاطيه الماريجوانا في تلك الفترة، مستغلًا وجود طبق حلويات شهير بنفس الاسم. في عام 2011، عمل جيونت في شركة تسجيلات كابيتول لفترة وجيزة، قبل أن يتابع مسيرته المهنية بغناء وتأليف أغاني الراب، متميزًا بشخصية «جامحة، متخلفة، ومتهورة». استخدم جيونت لقب بيكد ألاسكا كاسم فني له. تميزت أغاني جيونت بأسلوبها التهكمي، وتداول فيها مواضيعًا حول مسقط رأسه، ولاية ألاسكا، بعناوين مثل «أعيش على الأنهار الجليدية»، و«أتسلق الجبال». في عام 2013، نشرت صحيفة أنكوراج ديلي نيوز ملفًا شخصيًا تعريفيًا ببيكد ألاسكا، ووصفته بأنه «فنان كوميديا وأغانٍ مصورة». وصف جيونت نفسه في تلك الفترة، بأنه «خليط بين ويرد أل يانكوفيك وذا لونلي أيلاند وبورات وجاكآس». نشر جيونت العديد من مقاطع الفيديو الدعائية على تطبيق فاين لاستضافة الفيديو وأصبح معروفًا باسم المخادع، وتمكن من حشد قاعدة جماهيرية لا بأس بها على الإنترنت. حصل أحد مقاطع الفيديو الذي يظهر فيه يصب غالونًا من الحليب على وجهه عدة ملايين من المشاهدات.
حاول جيونت الترويج لنفسه كمغني راب من خلال إنتاج عدد من مقاطع الفيديو المصممة بحرفية عالية، إلا أنه فشل في نشرها على نطاق واسع. خلال فترة تواجده في مدينة لوس أنجلوس بولاية كاليفورنيا، واجه جيونت مشاكل مع المخدرات والكحول، ما دفعه لطلب مساعدة المختصين. لم يتمكن جيونت من تحقيق التقدم الذي كان يتمناه في مسيرته المهنية في لوس أنجلوس، ما دفعه للتفكير بالعودة إلى ألاسكا، خصوصًا بعد توظيفه من قبل شركة بزفيد، مستفيدًا من شعبيته على تطبيق فاين ومهاراته العالية في وسائل التواصل الاجتماعي.
بين عامي 2015 و 2016، عمل جيونت خبيرًا استراتيجيًا لوسائل التواصل الاجتماعي ومعلقًا صوتيًا في شركة بزفيد. عمل في تلك الفترة مديرًا لحسابين من حسابات الشركة على تطبيق فاين، وعلى موقع تويتر. حاول جيونت، كما فعل خلال عمله كمغني راب، إخفاء اسمه الحقيقي، إذ لم يعرفه معظم زملائه في شركة بزفيد إلا باسم «ألاسكا»، واعتقد بعض أرباب عمله أن اسم عائلته هو «تريدستون»، الذي استخدمه كأحد أسمائه المستعارة. عرف ألاسكا عن نفسه حينها بأنه ليبرالي، ودعم راند بول في حملته للوصول إلى البيت الأبيض، كما دعم تقنين الماريجوانا، وشارك في مظاهرات حركة حياة السود مهمة. وضع جيونت، لفترة من الوقت، ملصقات داعمة للسياسي الأمريكي الديموقراطي، بيرني ساندرز، على مكتبه، واعتاد بعدها وضع قبعات تحمل شعار «اجعل أمريكا عظيمة مرة أخرى» الذي استخدمه دونالد ترامب في حملته الانتخابية. يدعي جيونت بأنه ترك شركة بزفيد، وتفرغ لدعم سياسة دونالد ترامب واليمين البديل ورفض الصوابية السياسية.

## نشاطه السياسي
بعد تركه العمل لدى شركة بزفيد في عام 2016، سافر جيونت عدة مرات بصفته مدير حملة «منحرف خطير» الخاصة بالمنظر السياسي البريطاني، ميلو يانوبولوس. في وقت لاحق، ترك جيونت العمل لصالح يانوبولوس، بعد أن رأى تطرفًا شديدًا في أفكاره. في شهر مايو 2016، قابل جيونت المرشح الرئاسي آنذاك، دونالد ترامب، الذي وقع على ذراع جيونت بالقرب من وشم يحمل صورة وجهه سبق لجيونت أن رسمه. في وقت لاحق من نفس الشهر، أصدر جيونت أغنية بعنوان «أنشودة اجعل أمريكا عظيمة مرة أخرى» التي تضمنت محتوى مؤيدًا لترامب، وحصلت على أكثر من 100 ألف مشاهدة على موقع يوتيوب. عيّن مايك سيرنوفيتش جيونت للعمل في مشروع مخصص للترويج لترامب. بعد انتخابات عام 2016، واصل جيونت نشاطاته المؤيدة والمروجة لترامب من خلال إلقاء الخطب والمشاركة في التظاهرات.